# Studium generale

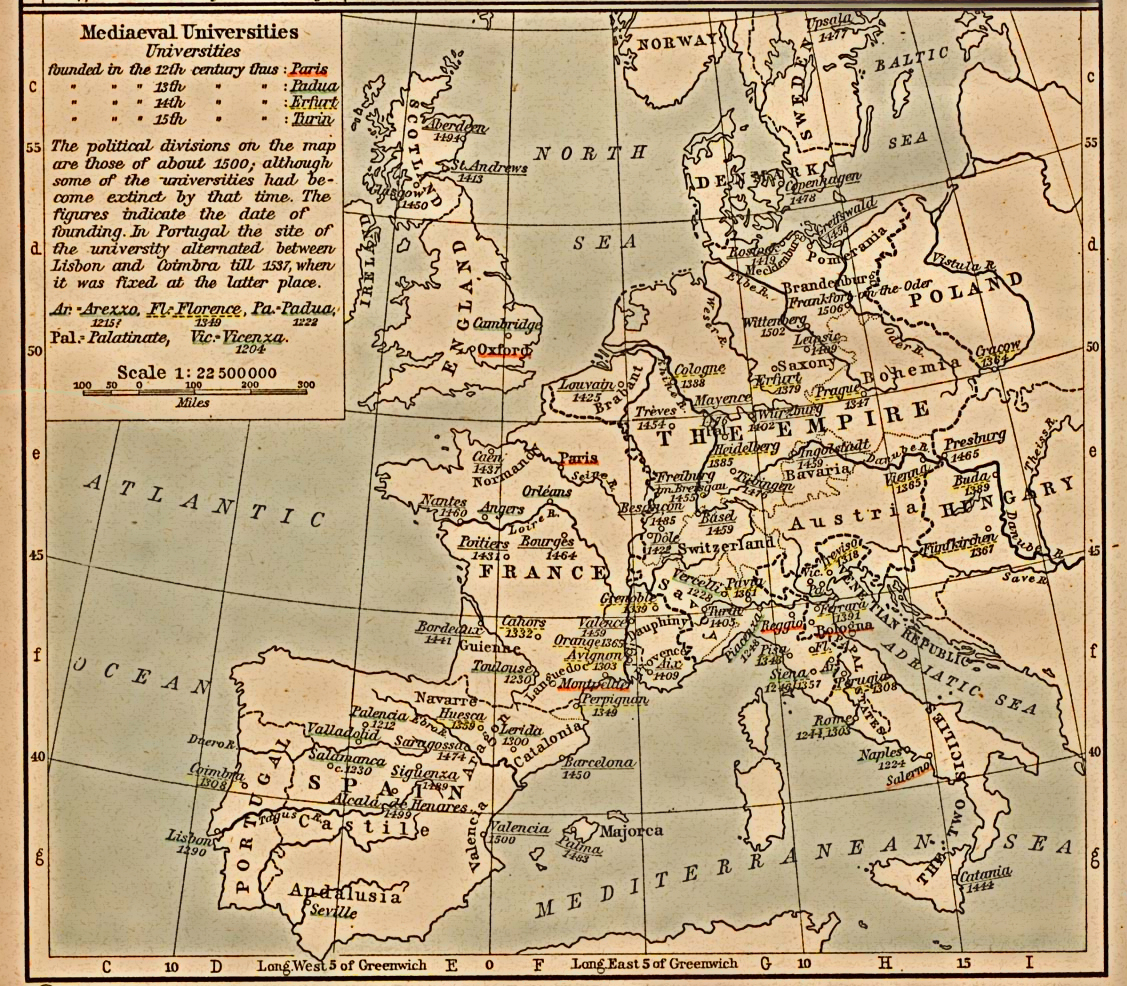
Carte des universités d'Europe au Moyen Âge.

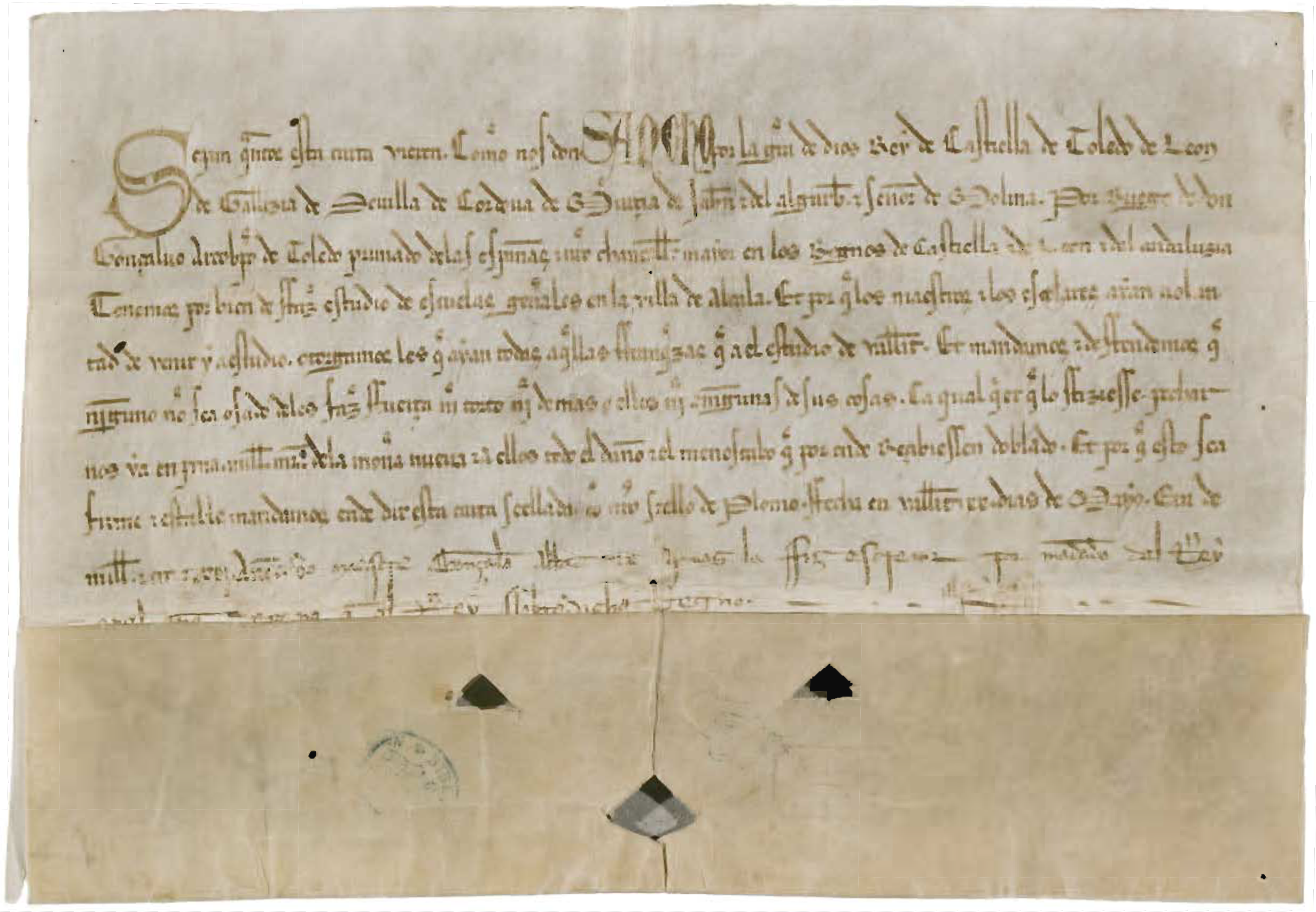
Studium generale de Alcalá de Henares (20/05/1293).

Studium generale est le nom latin traditionnel sous lequel on désignait une université au Moyen Âge.
C'est aussi le nom d'une revue scientifique allemande.

## Définition
Il n'existe pas de définition parfaitement claire d'un « studium generale ». Apparue, par l'usage, au début du XIIIe siècle, l'expression désignait un lieu où les étudiants de toutes origines (et non uniquement de la région) étaient accueillis. Au cours du XIIIe siècle, le terme a pris peu à peu un sens plus précis, quoique jamais officiel, recouvrant trois caractéristiques : au-delà du fait qu'on y accueillait des étudiants de toutes origines, on y enseignait les arts ainsi qu'au moins l'une des grandes disciplines qu'étaient le droit, la théologie, et la médecine. Enfin, troisième caractéristique, l'enseignement y était dispensé par des « maîtres ».

## Histoire
La plupart des premiers « studia generalia » se trouvaient en Italie, en France, en Angleterre, en Espagne et au Portugal, et ils étaient considérés comme les lieux d'enseignement les plus prestigieux d'Europe. Le Vatican continue de désigner de nombreuses nouvelles universités sous l'expression studia generalia, bien que la signification et la portée honorifique de ce terme soient de moins en moins comprises de nos jours.